# 아메리칸 지골로
《아메리칸 지골로》(영어: American Gigolo)는 1980년에 개봉한 미국의 네오누아르 범죄 드라마 영화이다. 폴 슈레이더가 감독하고, 제리 브룩하이머가 제작했으며, 리처드 기어가 주연을 맡았다. 국내에서는 1985년 6월 22일 《아메리칸 플레이보이》라는 이름으로 개봉하였다.
2022년 쇼타임에서 이 영화를 원작으로 하는 동명 텔레비전 시리즈가 방영되었다.

## 출연진
- 리처드 기어
- 로런 허턴
- 빌 듀크
- 헥터 엘리존도
- 프랜시스 버건
- K 캘런
- 캐럴 쿡
- 데이비드 크라이어
- 리처드 더
- 니나 반팔란트

## 같이 보기
- 남창
- 지골로